# Шварц, Джерард
Джерард Шварц (англ. Gerard Schwarz; род. 19 августа 1947, Вихокен, штат Нью-Джерси) — американский дирижёр.

## Биография
Джерард Шварц родился 19 августа 1947 года в Вихокене (Нью-Джерси) в семье выходцев из Австрии. Окончив Школу театрального искусства в Нью-Йорке, а затем Джульярдскую школу, он начал свою музыкальную карьеру как трубач и в 1971 году стал победителем в конкурсе молодых исполнителей, учреждённом организацией Young Concert Artists. До 1973 года Шварц был первой трубой Нью-Йоркского филармонического оркестра. 
Карьеру дирижёра Джерард Шварц начал в 1966 году.
С 1978 по 1986 год Шварц работал музыкальным руководителем Лос-анджелесского камерного оркестра.
С 1982 по 2001 год руководил нью-йоркским фестивалем Mostly Mozart (с англ. — «Главным образом Моцарт»).
С 1985 по 2011 год Шварц возглавлял Сиэтлский симфонический оркестр, а в период с 2001 по 2006 год он был также главным дирижёром Ливерпульского филармонического оркестра.
В 2007 году Шварц был назначен музыкальным руководителем Восточного Музыкального Фестиваля в Северной Каролине.
Шварц наиболее известен своей деятельностью по пропаганде современной американской музыки. Он также записал все симфонии Густава Малера с Ливерпульским оркестром.
Портрет Шварца работы художницы Мишель Рашуорт был установлен в концертном зале Бенаройя-холл в 2011 году.

## Премии
Лауреат Премии Дитсона (1989) — старейшей американской премии для дирижёров. У него также 13 назначений Грэмми и 3 назначения Эмми (2 победы Эмми). В 2010 году получил Город Сиэтла Музыки Выдающаяся Премия Успеха.